# Gaston Deschamps
Gaston Deschamps, född 5 januari 1861, död 15 maj 1931, var en fransk författare.
Deschamps var mest betydande som litteraturkritiker och reseskildrare. Bland Deschamps arbeten märks La vie et les livres (årsvis samlade artiklar ur tidningen Le Temps 1893-1903), litterära och politiska monografier samt reseskildringar från Grekland, Turkiet och Mindre Asien.